# Clara Basiana
Clara Basiana Cañellas (* 23. Januar 1991 in Barcelona) ist eine ehemalige spanische Synchronschwimmerin.

## Erfolge
Clara Basiana gab bei den Weltmeisterschaften 2009 in Rom ihr internationales Debüt. Nach mehreren Podestplatzierungen bei den World-Trophy-Wettbewerben 2009 in Montreal und 2010 in Moskau gewann sie bei den Europameisterschaften 2010 in Budapest mit der Mannschaft und in der Kombination jeweils die Silbermedaille. Zwei Medaillengewinne folgten im Rahmen der Weltmeisterschaften 2011 in Shanghai. In den technischen und freien Programmen mit der Mannschaft belegte sie jeweils den dritten Platz. Bei den Europameisterschaften 2012 in Eindhoven wurde Basiana mit der Mannschaft und in der Kombination Europameisterin. Im selben Jahr erfolgte in London Basianas Olympiadebüt, bei dem sie in der Mannschaftskonkurrenz startete. Dort erzielte sie zusammen mit Alba María Cabello, Andrea Fuentes, Ona Carbonell, Margalida Crespí, Thaïs Henríquez, Paula Klamburg, Irene Montrucchio und Laia Pons sowohl in der technischen Übung als auch in der Kür jeweils das drittbeste Resultat, womit die Spanierinnen auch die Gesamtwertung mit 193,120 Punkten als Dritte abschlossen und hinter den Olympiasiegerinnen aus Russland sowie der chinesischen Equipe die Bronzemedaillen gewannen. Die Weltmeisterschaften 2013 in Barcelona schloss Basiana in der Kombination und im technischen und im freien Programm des Mannschaftswettbewerbs jeweils auf dem zweiten Platz ab. Bei den Europameisterschaften 2014 in Berlin belegte sie mit der Mannschaft den dritten Platz und in der Kombination Platz zwei. Bei den Weltmeisterschaften 2015 in Kasan blieb Basiana ohne Medaillengewinn und beendete 2016 ihre Karriere, nachdem die spanische Mannschaft die Qualifikation zu den Olympischen Spielen verpasst hatte.